# Fantasy Island (série télévisée, 2021)
Pour les articles homonymes, voir Fantasy Island.
L'Île fantastique
Fantasy Island (stylisée FANTASY ISLⱯND) est une série télévisée américaine développée par Elizabeth Craft et Sarah Fain et diffusée entre le 10 août 2021 et le 8 mai 2023 sur la Fox. Elle fait office de suite et maintient la continuité avec la série originale L'Île fantastique de Gene Levitt, diffusée en 1977. 
En novembre 2021, la série a été renouvelée pour une deuxième saison, et un épisode spécial de vacances a été diffusé le 23 décembre 2021,. La deuxième saison a débuté le 2 janvier 2023. En mai 2023, la série a été annulée après deux saisons.
En France, la série est diffusée sur M6 entre le 12 août et le 19 août 2023. Sa diffusion s'est arrêtée au bout de huit épisodes, faute d'audiences satisfaisantes.

## Distribution

### Acteurs principaux
- Roselyn Sánchez (VF : Laëtitia Lefebvre) : Elena Roarke[7], une petite-nièce de M. Roarke de la série originale.
- Kiara Barnes (en) (VF : Armelle Gallaud) : Ruby Akuda[8], l'associée et co-animatrice d'Elena sur l'île.
- John Gabriel Rodriquez (VF : Marc Saez) : Javier[8] (saison 2[9]; récurrent saison 1), le responsable des transports sur l'île et l'intérêt amoureux d'Elena.

### Acteurs récurrents
- Daniel Lugo (en) (VF : Mathieu Lagarrigue) : Segundo (saison 2, principal saison 1)
- Gabriela Z. Hernández (VF : Fily Keita) : Dr Gina (saison 2, principale saison 1)
- Alexa Mansour (VF : Ariane Aggiage) : Helene (saison 2)[10], la fille de Javier.
- María Gabriela González (VF : Kahina Tagherset) : Isla (saison 2)

### Invités
- Bellamy Young : Christine Collins (saison 1)[11],[12]
- Odette Annable : Daphne (saison 1)[13],[14]
- Dave Annable (VF : Laurent Morteau) : Zev (saison 1)[13],[14]
- Daphne Zuniga (VF : Déborah Perret) : Margot Shear (saison 1, épisode 6)[15],[16]
- Josie Bissett (VF : Barbara Delsol) : Camille « Cam » (saison 1, épisode 6)[15],[16]
- Laura Leighton (VF : Danièle Douet) : Jeanette "Netty" (saison 1, épisode 6)[15],[16]
- Leslie Jordan (VF : Patrice Dozier) : Jasper (saison 1)[17]
- Rachael Harris (VF : Marie Bouvier) : Tara Bendetti (saison 2)
- Cheryl Hines (VF : Laurence Bréheret) : Jessica Warren (saison 2)
- Jasika Nicole (VF : Chloé Renaud) : Andi Nevinson (saison 2)
- Zack Pearlman : Bobo (saison 2)
- Teri Hatcher : Dolly (saison 2)[18]
- James Denton (VF : Arnaud Arbessier) : Dutch (saison 2)[18]
- Andy Richter : animateur du jeu (saison 2)
- Joely Fisher (VF : Laurence Charpentier) : Joy Summers (saison 2)
- Keiko Agena (VF : Olivia Luccioni) : de Nancy (saison 2)
- Melinda Clarke : Amber Graham (saison 2)
- Kyla Pratt : Peaches (saison 2)
- Jason Priestley : Gavin Beck (saison 2)[19]

 Source et légende : version française (VF) sur RS Doublage et Doublage Séries Database

## Épisodes

### Saison 1 (2021)
1. Renaissance (Hungry Christine / Mel Loves Ruby)
2. Vice versa (His and Hers / The Heartbreak Hotel)
3. Il était une fois la Havane (Once Upon a Time in Havana)
4. La Femme invisible (Quantum Entanglement)
5. La vie à pile ou face (Twice in a Lifetime)
6. 50 ans, toujours amies (The Big Five Oh)
7. Vivre ou survivre (he Romance & the Bromance)
8. Dia de los muertos (Día de los Vivos)
9. L'Esprit de Noël, 1re partie (Welcome to the Snow Globe, Part One)
10. L'Esprit de Noël, 2e partie (Welcome to the Snow Globe, Part Two)

### Saison 2 (2023)
1. Titre français inconnu (Tara and Jessica's High School Reunion/Cat Lady)
2. Titre français inconnu (Hurricane Helene/The Bachelor Party)
3. Titre français inconnu (Paymer vs Paymer)
4. Titre français inconnu (Mystery in Miami)
5. Titre français inconnu (The Urn)
6. Titre français inconnu (Forever and a Day)
7. Titre français inconnu (#Happy)
8. Titre français inconnu (Walk a Country Mile)
9. Titre français inconnu (Gwenivere of Glendale)
10. Titre français inconnu (War of the Roses (and the Hutchinsons))
11. Titre français inconnu (Peaches & the Jilted Bride)
12. Titre français inconnu (Girlboss, Interrupted)
13. Titre français inconnu (MJ Akuda and the 1st, 2nd and 3rd)

## Production

### Développement
Le 15 décembre 2020, il a été annoncé que la Fox avait commandé une adaptation contemporaine de Fantasy Island développée par Elizabeth Craft et Sarah Fain. La série est produite par Fox Entertainment, Happier in Hollywood et la filiale Gemstone Studios de Sony Pictures Television. Le 8 septembre 2021, il a été rapporté qu'une deuxième saison était en négociations. Le 4 novembre 2021, Fox a renouvelé la série pour une deuxième saison. Le 9 mai 2023, il a été annoncé que la série avait été annulée après deux saisons.

### Casting
Le 21 avril 2021, Kiara Barnes a été choisie pour un rôle régulier et John Gabriel Rodriquez pour un rôle récurrent. Le 27 avril 2021, Roselyn Sánchez a été ajoutée à la distribution dans le rôle d'Elena Roarke. Le 5 mai 2021, il a été annoncé que Bellamy Young ferait une apparition en tant qu'invitée dans la série. Le 3 juin 2021, il a été annoncé que Dave et Odette Annable feraient une apparition en tant qu'invités dans la série. Le 16 juillet 2021, il a été annoncé que les stars de Melrose Place, Laura Leighton, Josie Bissett et Daphne Zuniga, feraient des apparitions spéciales dans la série.
Le 22 novembre 2021, il a été rapporté que Rodriquez avait été promu en tant que membre régulier de la distribution pour la deuxième saison. Le 25 avril 2022, Alexa Mansour a été choisie pour un rôle récurrent. Le 11 janvier 2023, il a été annoncé que Teri Hatcher et James Denton allaient faire une apparition en tant qu'invités dans un épisode.

### Tournage
Le tournage a eu lieu à Porto Rico.

### Diffusion
Fantasy Island a été diffusée sur la chaîne Fox à partir du 10 août 2021. Le 27 mai 2021, Fox a publié la première bande-annonce officielle de la série. Un spécial en coulisses intitulé "Welcome to the New Fantasy Island" a été diffusé le 8 août 2021, deux jours avant la première. À la suite du renouvellement pour une deuxième saison, un épisode spécial de deux heures intitulé "Welcome to the Snow Globe" a également été annoncé. Il a été diffusé le 23 décembre 2021,. La deuxième saison a débuté le 2 janvier 2023.

## Accueil

### Audiences et diffusion

#### En France
En France, la série est diffusée les samedis à 21 h 10 sur M6.
| Épisode | Diffusion           | Diffusion     | Audience moyenne | Audience moyenne                | Audience moyenne | Audience moyenne |
| Épisode | Jour                | Horaire       | Téléspectateurs  | Parts de marché (4 ans et plus) | Référence        |                  |
| ------- | ------------------- | ------------- | ---------------- | ------------------------------- | ---------------- | ---------------- |
| 1       | Samedi 12 août 2023 | 21:10 - 21:55 | 821 000          | 4,8 %                           | [ 27 ]           |                  |
| 2       | Samedi 12 août 2023 | 21:55 - 22:50 | 713 000          | 4,3 %                           | [ 27 ]           |                  |
| 3       | Samedi 12 août 2023 | 22:50 - 23:40 | 571 000          | 5,1 %                           | [ 27 ]           |                  |
| 4       | Samedi 12 août 2023 | 23:40 - 00:30 | 445 000          | 7,2 %                           | [ 27 ]           |                  |
| 5       | Samedi 19 août 2023 | 21:10 - 21:55 | 653 000          | 3,9 %                           | [ 28 ]           |                  |
| 7       | Samedi 19 août 2023 | 21:55 - 22:50 | 593 000          | 3,8 %                           | [ 28 ]           |                  |
| 6       | Samedi 19 août 2023 | 22:50 - 23:40 | 564 000          | 5,6 %                           | [ 28 ]           |                  |
| 8       | Samedi 19 août 2023 | 23:40 - 00:30 | 442 000          | 6,9 %                           | [ 28 ]           |                  |

- Les plus hauts chiffres d'audience
- Les plus bas chiffres d'audience

### Réponse critique
Le site web Rotten Tomatoes, agrégateur de critiques, affiche un taux d'approbation de 67% avec une note moyenne de 6,6/10, basé sur 12 critiques professionnelles. Le consensus des critiques du site indique : "Les fantaisies de Fantasy Island ne sont pas tout à fait assez abouties pour en faire un incontournable, mais les spectateurs en quête de beaux paysages et d'un peu de mystère pourraient faire pire." Metacritic, qui utilise une moyenne pondérée, a attribué une note de 62 sur 100 basée sur 8 critiques, indiquant des "avis généralement favorables".